# آرثر رولان كيلي
آرثر رولان كيلي (بالإنجليزية: Arthur Rolland Kelly)‏ هو مهندس معماري أمريكي، ولد في 4 يوليو 1878، وتوفي في 25 مارس 1959.